# Jeudi ou jamais
Pour plus de détails, voir Fiche technique et Distribution.
Jeudi ou jamais (В четверг и больше никогда, V chetverg i bolshe nikogda) est un film soviétique réalisé par Anatoli Efros, sorti en 1977,.

## Fiche technique
- Scénario: Andreï Bitov
- Photographie : Vladimir Tchoukhnov
- Musique : Dmitri Chostakovitch
- Décors : Feliks Yasioukevitch
- Montage : Antonina Burmistrova

## Distribution
- Oleg Dahl: Sergueï
- Vera Glagoleva: Varia
- Lubov Dobrjanskaïa: mère de Sergueï
- Innokenti Smoktounovski: beau-père de Sergueï